# Acta Botanica Hungarica
Acta Botanica Hungarica (abreviado Acta Bot. Hung.) es una revista ilustrada con descripciones botánicas que es editada en Budapest desde el año 1983 hasta ahora, fue precedida por Acta Botanica Academiae Scientiarum Hungaricae.